# NGTS-5
NGTS-5とは、地球から309.5パーセク離れた場所に存在する恒星である。NGTS-5はスペクトル分類がK2V型の恒星である。1つの太陽系外惑星、NGTS-5bが周囲を公転していることが次世代トランジットサーベイ（NGTS）によって発見された。
| 太陽 | NGTS-5    |
| ---- | --------- |
| 太陽 | Exoplanet |

## 惑星系
2019年5月7日、NGTS-5の周囲を公転している太陽系外惑星、NGTS-5bが存在することを公表する論文がarXivに投稿された。NGTS-5bはトランジット法で発見された。表面温度は952ケルビンである。質量は木星質量の0.229倍に対して半径は木星半径の1.136倍と、膨張している惑星である。また、「sub-Jovian desert」の上限境界にある。
| 名称 （恒星に近い順） | 質量           | 軌道長半径 （天文単位） | 公転周期 (日)     | 軌道離心率 | 軌道傾斜角 | 半径           |
| --------------------- | -------------- | ----------------------- | ----------------- | ---------- | ---------- | -------------- |
| b                     | 0.229±0.037 MJ | 0.0382±0.0013           | 3.3569866±2.6e-06 | 0          | 86.6±0.2°  | 1.136±0.023 RJ |